# Herman Gesellius

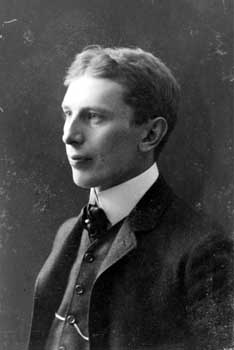
Herman Gesellius, 1890

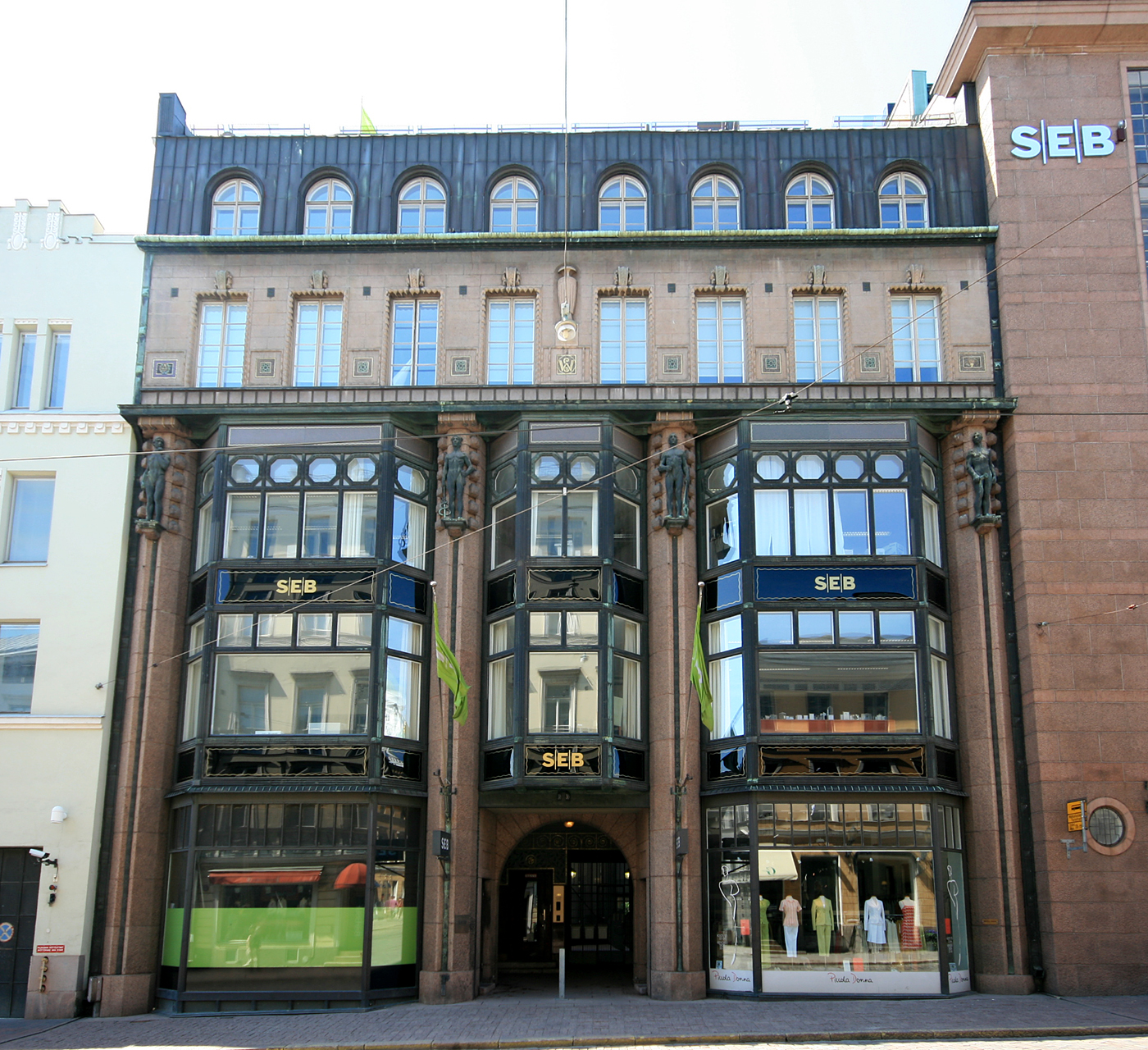
Unionsgatan 30, Helsingfors

Herman Ernst Henrik Gesellius, född 16 januari 1874 i Helsingfors, död 24 mars 1916 i Kyrkslätt, var en finländsk arkitekt. Han var med och grundade arkitektbyrån Gesellius-Lindgren-Saarinen år 1896 och bidrog tillsammans med Armas Lindgren och Eliel Saarinen till genombrottet för finländsk arkitektur.

## Biografi
Gesellius tog studentexamen på Svenska normallyceum i Helsingfors. Hans far var grosshandlarn Herman Otto Gesellius som hade flyttat från Parchim i Mecklenburg till Helsingfors 1862. Systern Louise gifte sig med Eliel Saarinen. Efter studenten arbetade Gesellius vid Nobels fabriker i S:t Petersburg innan han började studera. Gesellius slutförde sina studier vid Polytekniska institutet (senare Tekniska högskolan, idag Aalto-universitetet) i Helsingfors 1897. Han grundade 1896 tillsammans med Armas Lindgren och Eliel Saarinen arkitektbyrån Gesellius-Lindgren-Saarinen vilken fick ett avgörande inflytande på finländsk nationalromantisk byggnadskonst vid början av 1900-talet. Stilen var tung och blockartad och har fått sitt främsta uttryck i Finlands nationalmuseum, Helsingfors. De tre firade stora framgångar i Finland och internationellt.
1898 deltog de i en arkitekturtävling för Finlands paviljong på världsutställningen i Paris år 1900. De vann tävlingen med sitt nationalromantiska bidrag. Den slottslika paviljongen som var dekorerad med nationalromantiska motiv och Akseli Gallen-Kallelas fresker fick en enorm uppmärksamhet. Konstruktionen blev en vägvisare för den nationalromantiska inriktningen och beställningar strömmade in till arkitektbyrån. Arkitekttrions gemensamma arbeten hör till de bästa nationalromantiska arbetena i Finland. Bland dessa finns försäkringsbolaget Pohjolas kontor (1901) och Finlands nationalmuseum (1905-1910) i Helsingfors, Suur-Merijoki gård i Viborgs landskommun (1904, förstördes i kriget), samt deras gemensamma ateljé Hvitträsk (1902) i Kyrkslätt. Byrån planerade också flera bostadshus i Helsingfors samt utvecklade nationalromantiska inredningar, speciellt för Suur-Merijoki och Hvitträsk, som i dag är museum. Arkitekttrion splittrades år 1905.
Gesellius mest kända verk är Wuorios hus i Helsingfors (Unionsgatan 30) vilket han ritade 1908–1909 och avslutades av Lindgren 1913–1914. Han färdigställde  också ritningarna till den nya stationen i Viborg 1913
Gesellius produktion var ganska liten eftersom han dog relativt ung i strupcancer 1916. Han är begravd i Hvitträsk.